# 仁科茉彩
仁科 茉彩（にしな まあや・2000年〈平成12年〉5月8日 - ）は、日本の女性アイドル。女性アイドルグループ『FES☆TIVE』のメンバーで、『なんキニ!』の元メンバーである。
埼玉県出身。RIZEプロダクション所属。

## 略歴
小学5年の時、友人の誘いでモーニング娘。のイベントを観覧したのを機にアイドルに興味を持つようになる。モーニング娘。では佐藤優樹のファンであった。
大学に入学した2019年7月、『なんキニ!』の新体制メンバーオーディションに合格し、同年8月4日のTOKYO IDOL FESTIVAL 2019でなんキニ!メンバーとして初ステージを飾る。翌2020年1月29日、なんキニ!としてビクターエンタテインメントからシングル「なないろダイアリー/トマドイオーバーチュア」でメジャーデビュー。以後シングル2枚・フルアルバム1枚・EP盤1枚に参加し、2024年1月にはソロ写真集「まあやにしな?」を自主出版する等順調だったが、2024年3月31日に卒業を発表。同年5月26日の品川インターシティホール公演をもってなんキニ!メンバーとしての活動を終了した。
2024年7月22日、RIZEプロダクション所属のアイドルグループ『FES☆TIVE』への加入を発表。当時のFES☆TIVEは最後まで残った第1期メンバーの青葉ひなりが卒業を発表しており、本来ならば青葉と入れ替わる形での加入となるはずだったが、実際は青葉の卒業を待たずして仁科が加わる形となった。同年8月2日、TOKYO IDOL FESTIVAL 2024でFES☆TIVEメンバーとして初ステージ。同10月18日に青葉ひなり卒業公演がEX THEATER ROPPONGIで行われ、FES☆TIVEは仁科を含む6人体制で新たなスタートを切ったが、土光瑠璃子が2025年4月21日付で卒業し、土光と入れ替わるように3人が加入した為、2025年5月現在は8人編成となっている。

## 人物
- なんキニ!での担当カラーは緑だったが、本人はエメラルドグリーンと呼んでいた[2]。FES☆TIVEでの担当カラーはパープルである[7]。
- なんキニ!の第1期メンバーだった白鳥優菜（現「未完成のキャラメル」メンバー）のファンで[12]、2019年9月23日にZepp Tokyoで行われた『MX IDOL FESTIVAL Vol.12』になんキニ!が出演した際は白鳥からの差し入れが届くほどであった[13]。
- 中学時代はソフトボール部に在籍し[14]、高校時代は軽音部でドラムを叩いていた[15]。
- FES☆TIVE加入前から八木ひなたと仲が良く[16]、なんキニ!時代の2022年5月9日にShibuya O-EASTで行われた仁科の生誕祭には八木と辻こはる[注 2]がゲスト出演。2023年11月10日に行われた八木の生誕祭[注 3]では、八木と共にまねきケチャの「昨日のあたしに負けたくないの」を歌った[18]。
- 日向春菜（元愛乙女☆DOLL→未完成のキャラメル）とは幼稚園時代からの幼馴染であり（但し年齢は日向が1歳上）、日向の生誕祭には仁科がゲスト出演[19]。また日向とらぶどるで共働した佐倉みき（現：未完成のキャラメル）のバースデーライブ[20]には日向と仁科もゲスト出演している。
- BEYOOOOONDSの清野桃々姫は通っていたダンス教室の先生が同じだった[21]。

## 作品

### 写真集
- まあやにしな?（2024年1月27日）[4]

## 出演

### ライブ・ゲスト出演
- 愛乙女☆DOLL・日向春菜バースデーライブ（2021年6月6日・東京キネマ倶楽部）
板山紗織（Luce Twinkle Wink☆）と共にゲスト出演[19]
- MyDearDarlin'・咲真ゆか生誕祭（2023年4月5日、Spotify O-WEST）[22]
- 佐倉みき　BIRTHDAY LIVE 2023（2023年9月16日、GOTANDA G7）[20]
- 未完成のキャラメル・日向春菜バースデーライブ（2024年6月16日、池袋・Harevutai）
佐野友里子（元「愛乙女☆DOLL」）と共にゲスト出演[23]